# Park Maxe van der Stoela
Park Maxe van der Stoela je park mezi ulicemi Myslbekovou, Patočkovou, Keplerovou a Hládkovem, až po křižovatku se Střešovickou ulicí, na Hradčanech v Praze 6. Od května 2022 nese stejný název i nedaleká tramvajová a autobusová zastávka (dříve Hládkov).

## Historie a situace
Park se rozkládá ve značně členitém terénu na území západního předpolí barokního opevnění Pražského hradu, tedy na šancích. Jeho jižní a východní hranici tvoří cihlové zdi opevnění, armované kamenem. Na jihovýchodní straně do parku zasahuje mohutný trojboký masiv bašty svatého Františka Borgii (X.) a zeď dále pokračuje podél Keplerovy ulice. Na severovýchodní straně tvoří kout Kamenné bašty (XI.).
Velkou plochu parku zaujímá někdejší vojenský hřbitov, založený v roce 1796 jako dělostřelecký, postupně obsazovaný i hroby rodinných příslušníků vojáků a zrušený v roce 1905. Některé jeho náhrobky jsou vsazeny do zdí. 
Diagonálně prochází plochou parku někdejší Hradní vodovod, který vedl ze Střešovic od vodojemu v ulici Nad octárnou pod Patočkovou ulicí a na území parku se křížil se Zámeckým vodovodem. Potok Brusnice zde napájí jezírko.

## Charakteristika
Park zaujímá plochu 2,5 hektarů. Během výstavby tunelu Blanka byla vybagrována velká jáma a odtěženo množství zeminy a navážek, které sem byly ukládány po zrušení hradeb jako navážky a odpad z nové stavební činnosti. Park byl otevřen v roce 2014. Náklady na něj činily 60 milionů korun. Park je osázen množstvím keřů a stromů, protéká jím potok Brusnice, byl zde vybudován i rybník o rozloze 1,5 tisíc m², vyhlídka a rozsáhlé dětské hřiště. Byl součástí výstavby tunelového komplexu Blanka, který prochází pod ním.
Park nese název po nizozemském ministru zahraničních věcí Maxu van der Stoelovi, který byl prvním západoevropským politikem, jenž kontaktoval v Praze Chartu 77, byl mu zde postaven také památník. V Parku bylo vysazeno 4500 keřů, 175 stromů a 3500 trvalek. Prochází kolem něj Mariánské hradby.
Do května roku 2022 se v blízkosti parku nacházela zastávka Hládkov, kterou využívaly tramvaje 25, 43, 97 a autobusy 143. Během května došlo k znovuobnovení tramvajové linky 23, jezdící přes dosud nevyužívanou zastávku Hládkov u Keplerova gymnázia, a původní stejnojmenná zastávka u parku tak byla přejmenována na Park Maxe van der Stoela.

## Galerie

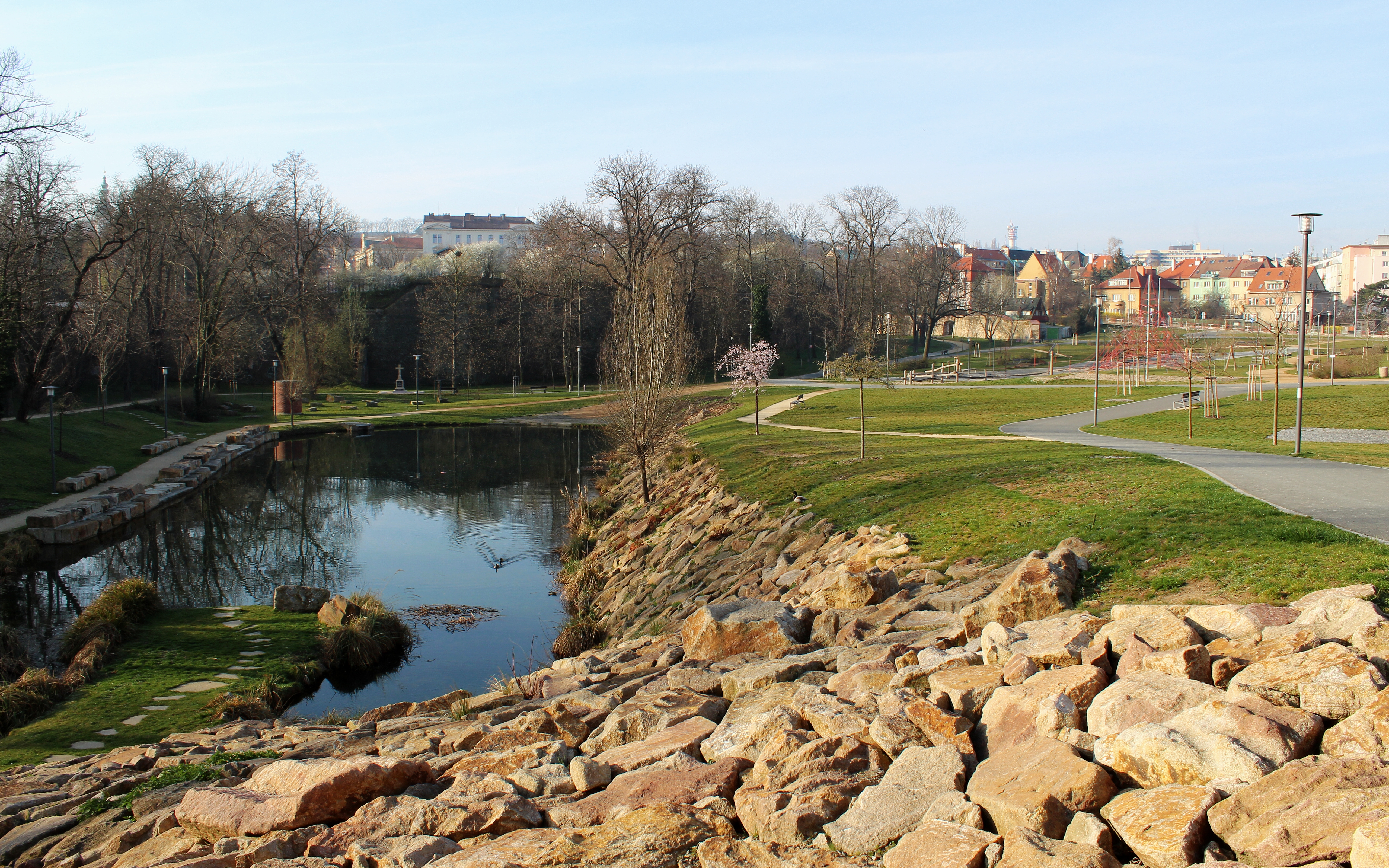
Park
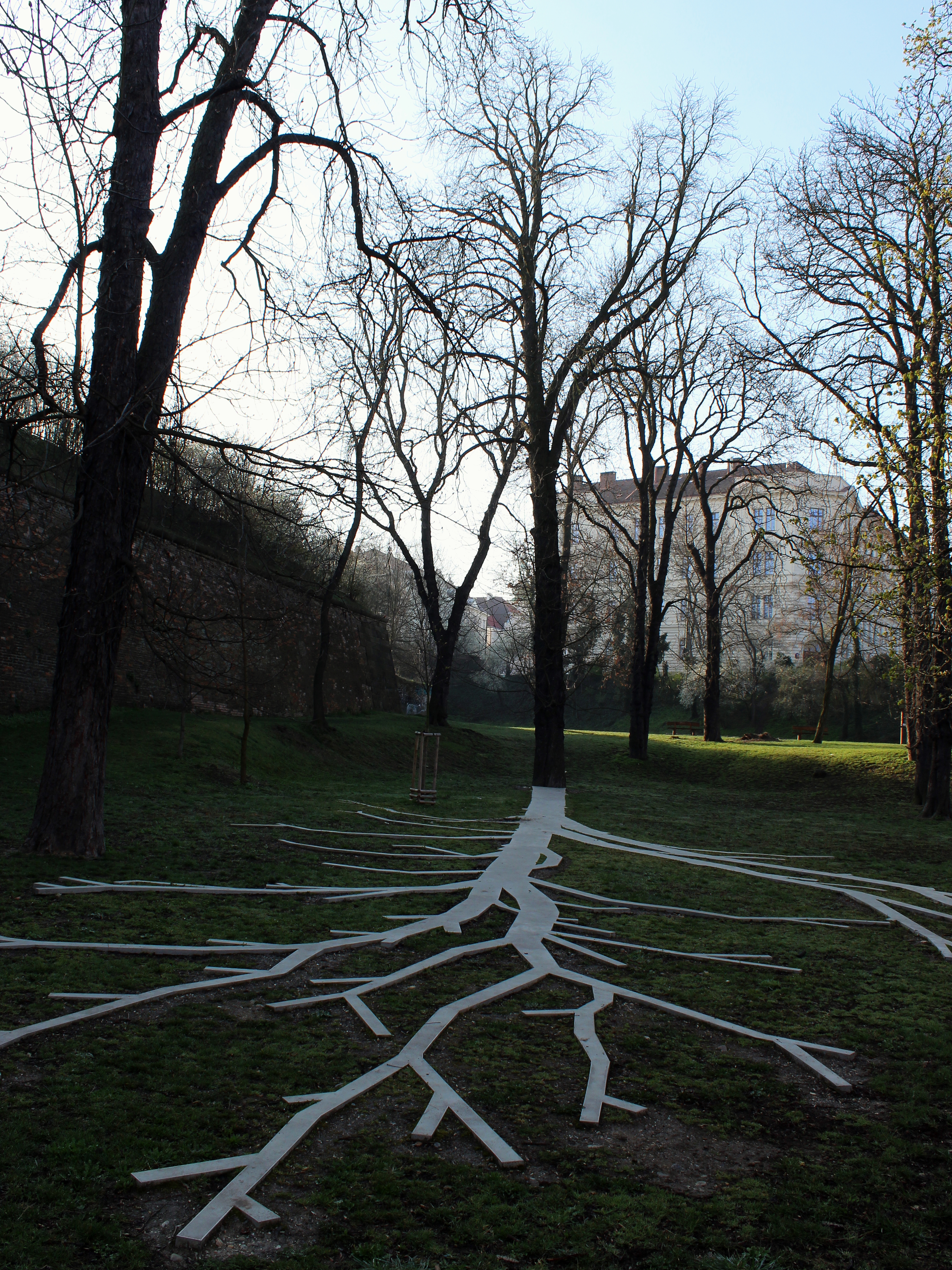
Pomník Maxe van der Stoela
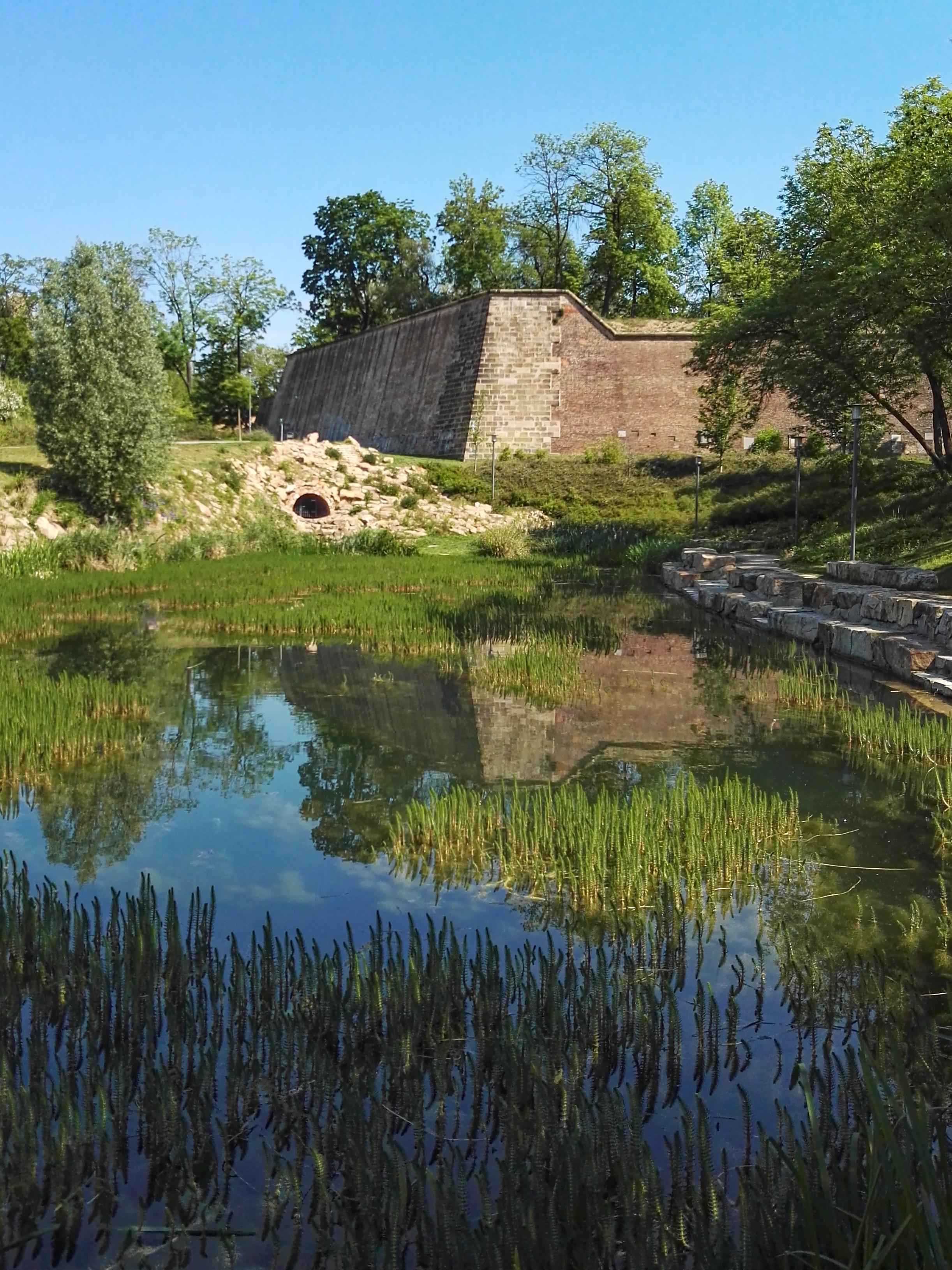
Jezírko
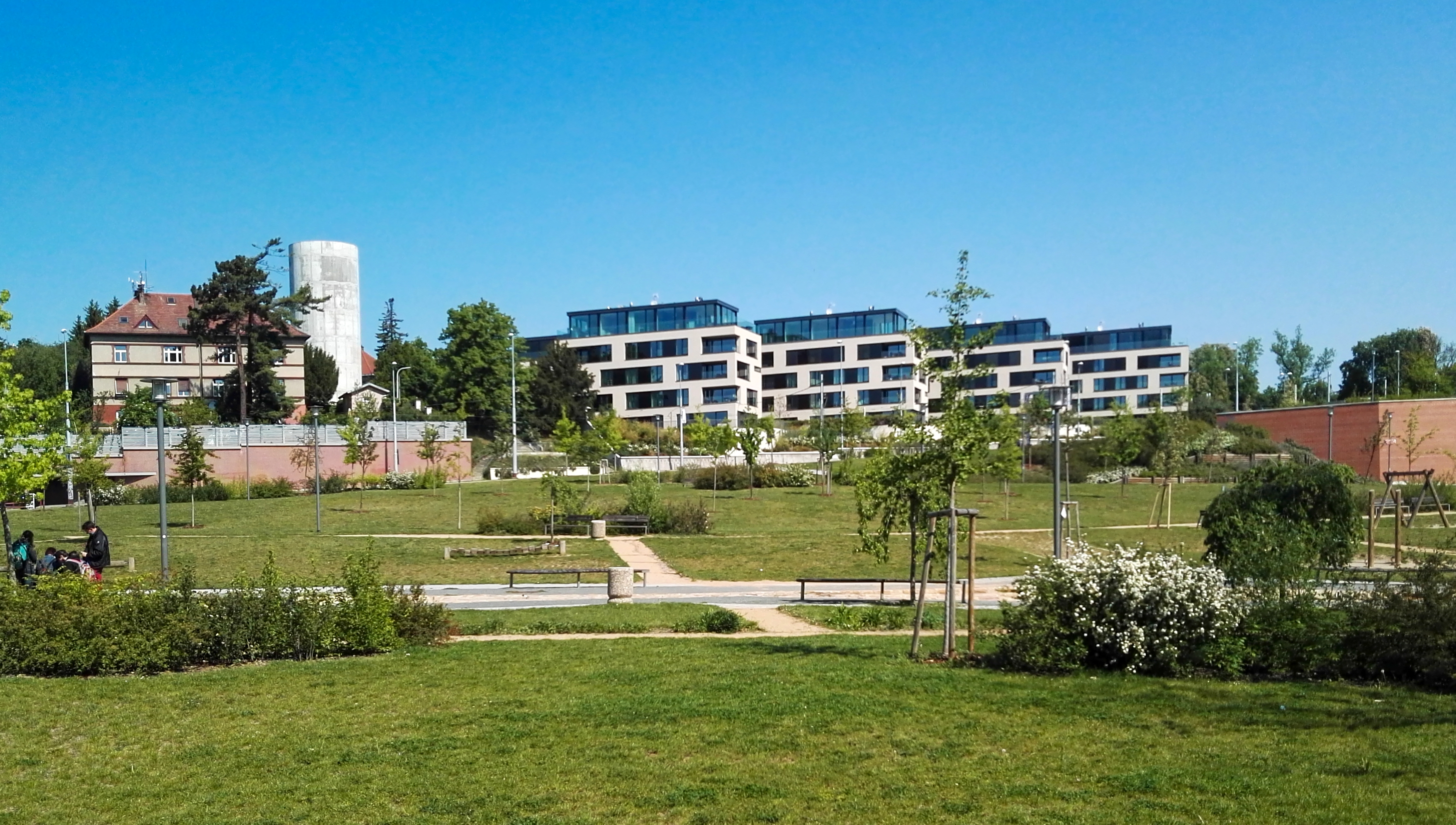
Domy nad parkem
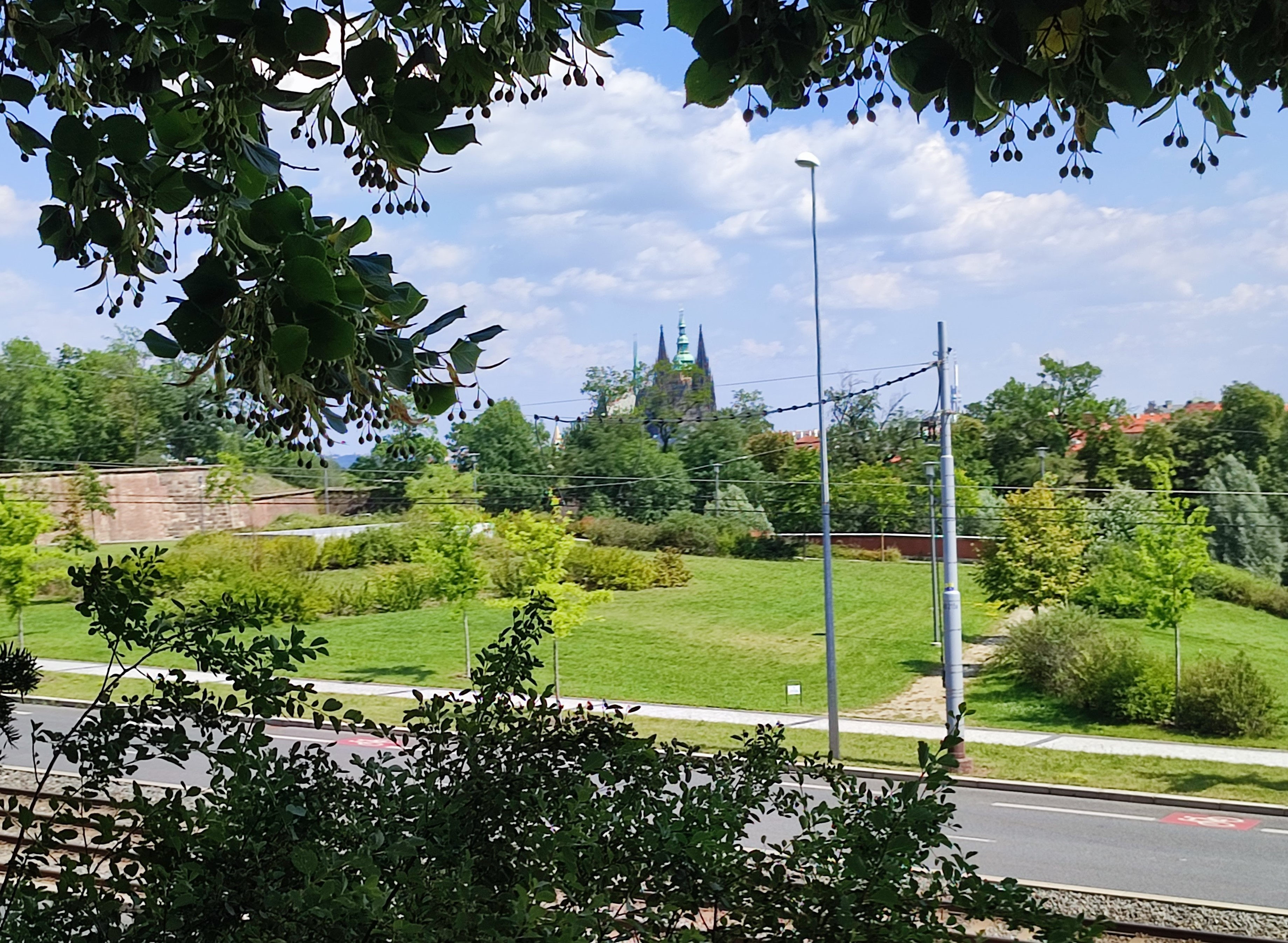
Park od severu
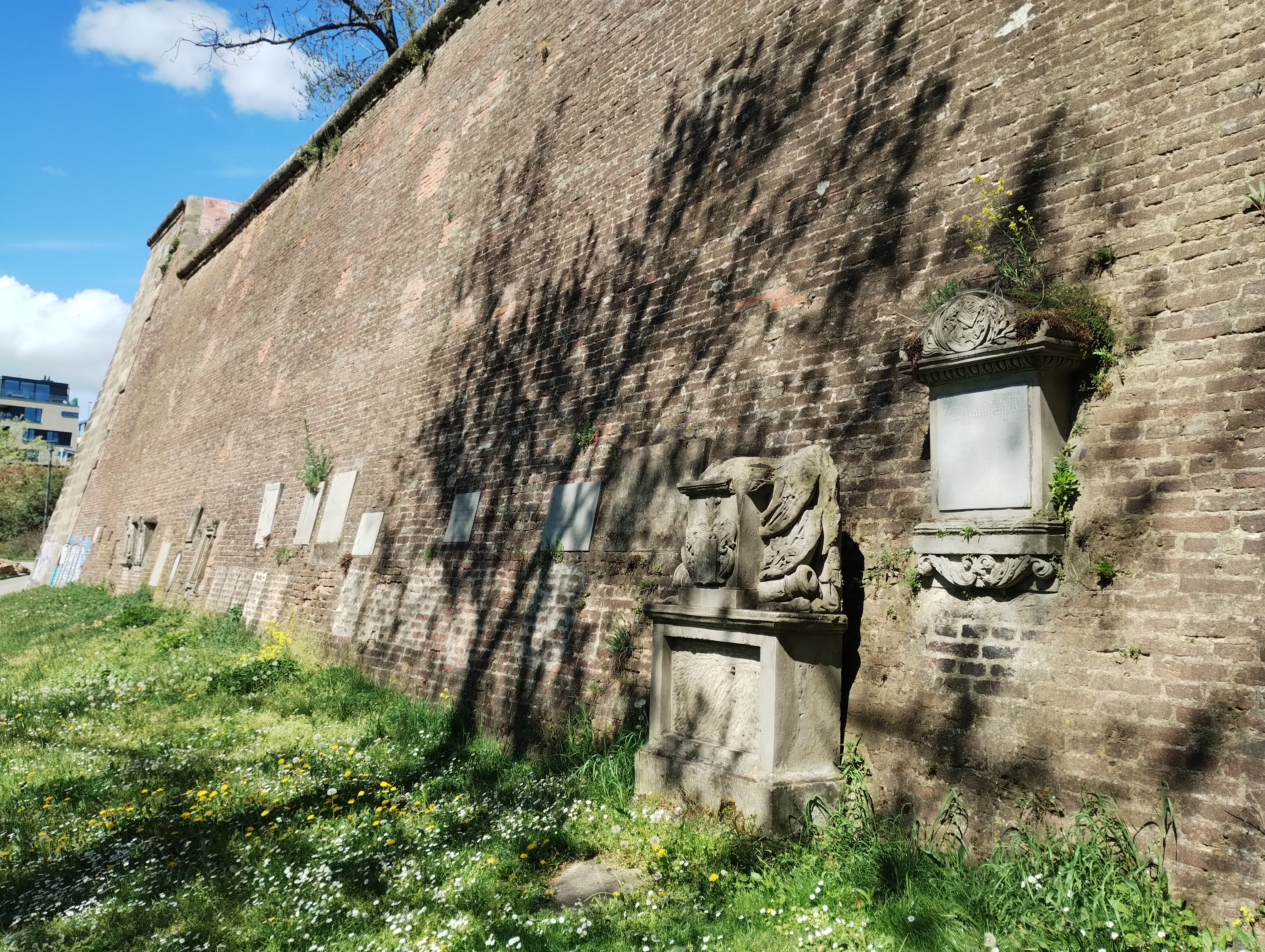
Hradební zeď s viditelnými náhrobními deskami
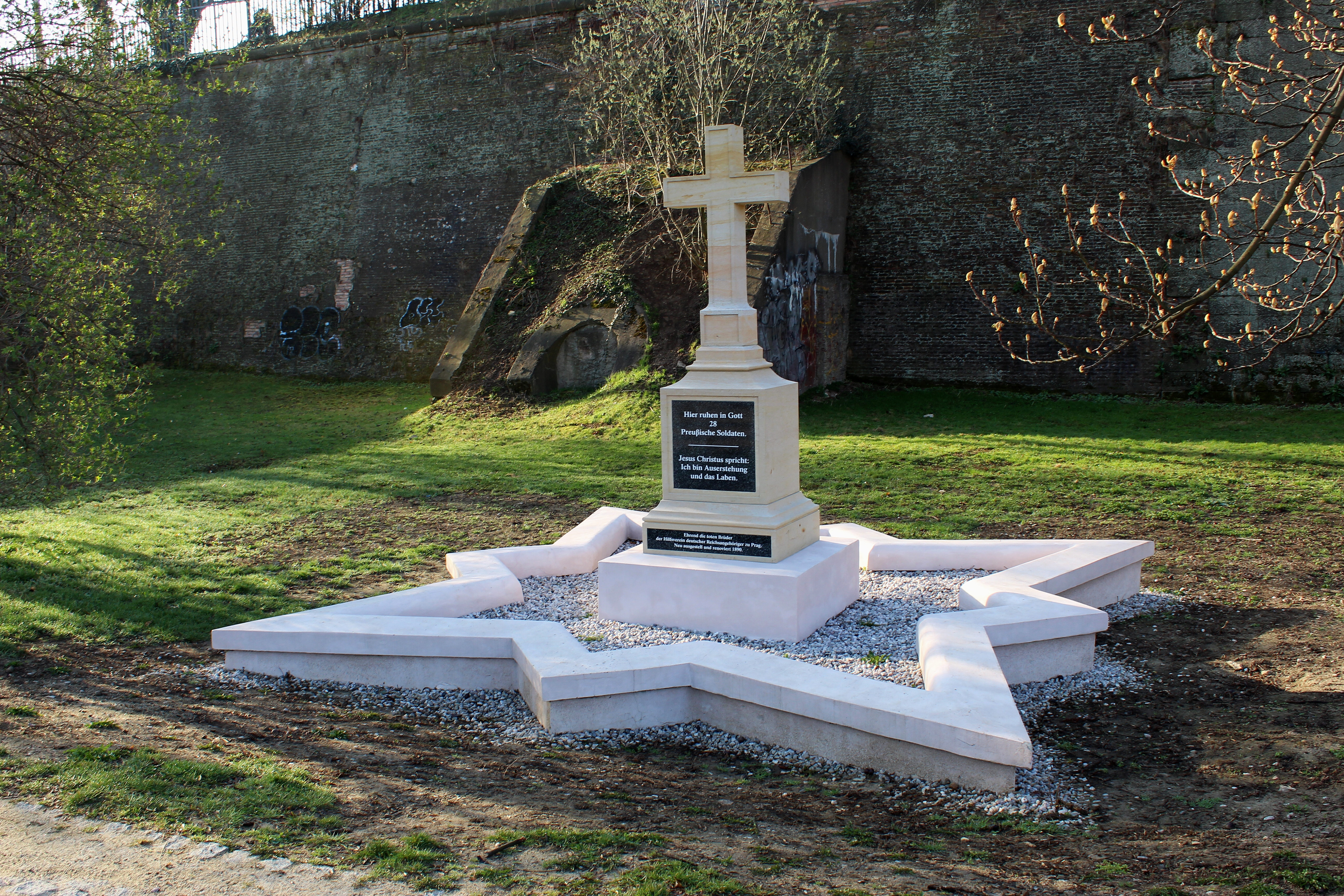
Pomník 28 pruských vojáků (stav obnovy 2019)